# Corrente Equatoriale Nord

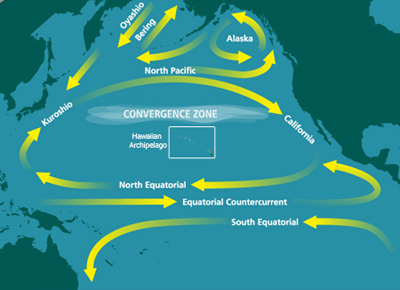
Le principali correnti oceaniche coinvolte nel Vortice subtropicale del Nord Pacifico

La Corrente Equatoriale Nord è una corrente oceanica calda che scorre da est a ovest compresa tra la latitudine 10°N e 20°N nei bacini dell'Oceano Atlantico e Pacifico.

## Caratteristiche
La Corrente Equatoriale Nord rappresenta il ramo meridionale del Vortice subtropicale del Nord Pacifico, un vasto vortice oceanico subtropicale che ruota in senso orario. Nonostante il suo nome, la corrente non è collegata all'equatore, in quanto in entrambi gli oceani è separata dall'equatore dalla controcorrente equatoriale che fluisce verso est.
Nell'Oceano Atlantico la Corrente Equatoriale Nord si origina nell'area delle isole di Capo Verde e si dirige verso ovest sotto la spinta degli alisei. Si unisce alla corrente della Guyana prima di pervenire alle Antille toccando quindi molti stati costieri americani.
La corrente ha una ampiezza che può arrivare fino 300 km, scorrendo a una profondità di circa 600 m e con una velocità fino a 100 km al giorno.
Il flusso superficiale equatoriale in direzione ovest in entrambi gli oceani fa parte della Corrente Equatoriale Sud.